# 日式叉燒

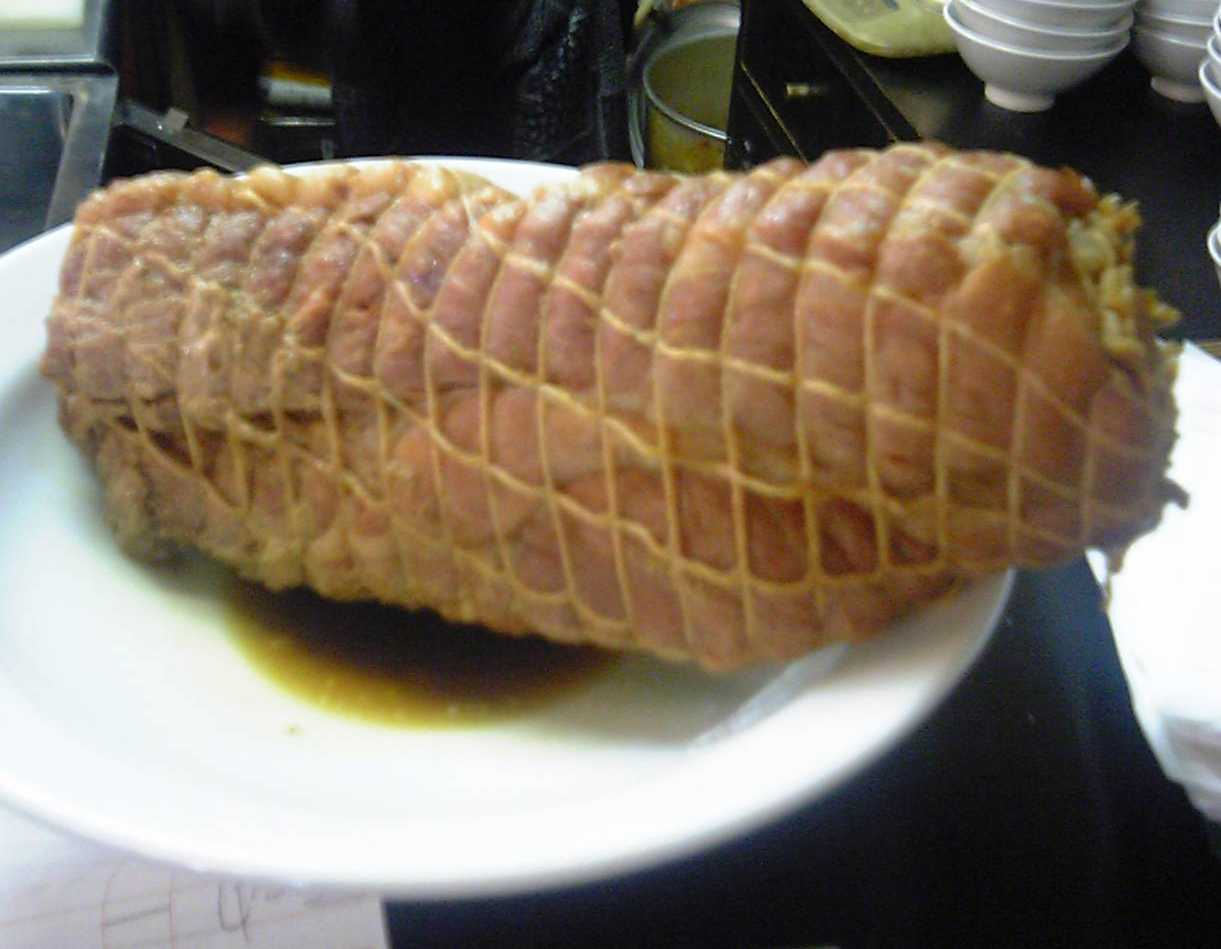
日式叉燒在解開棉繩及切成薄片前的模樣

日式叉燒（日语：チャーシュー）是一種日式豬肉料理，雖然名稱借用源自廣東的叉燒，但製法與燒味截然不同，日式叉燒不是燒烤食品，而是將豬腩肉用幼棉繩紮緊再煮熟。

## 作法
把豬腩肉的表皮切除，去掉筋骨，將豬肉捲起，用棉繩扎緊，放進由味醂、醬油、姜及蔥調製的醬汁炆煮，最後切成薄片。日式叉燒通常會用作日本拉麵的配料。

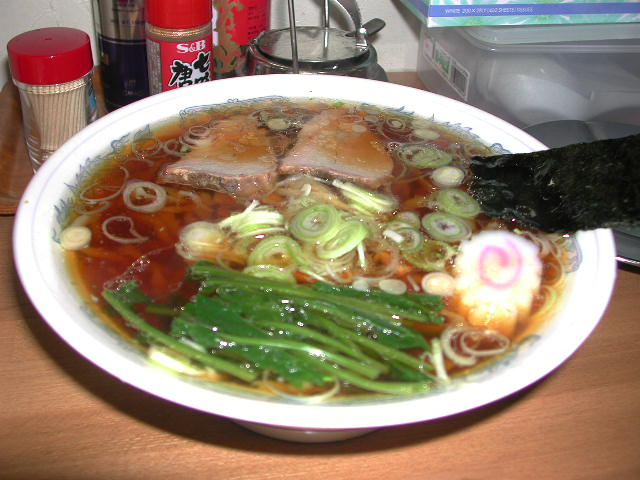
放了兩片叉燒肉的標準醬油拉麵
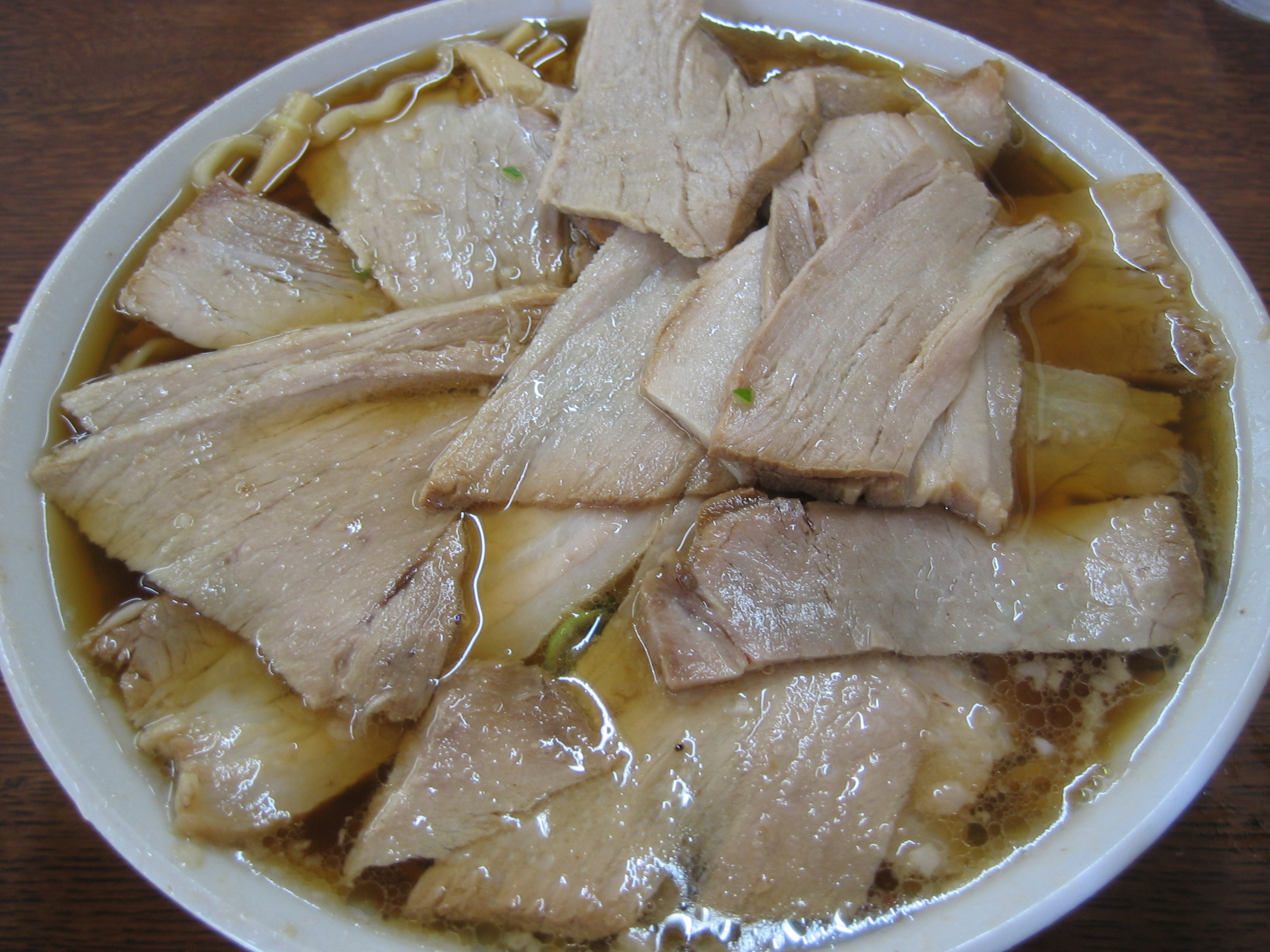
鋪滿叉燒肉的一碗麵
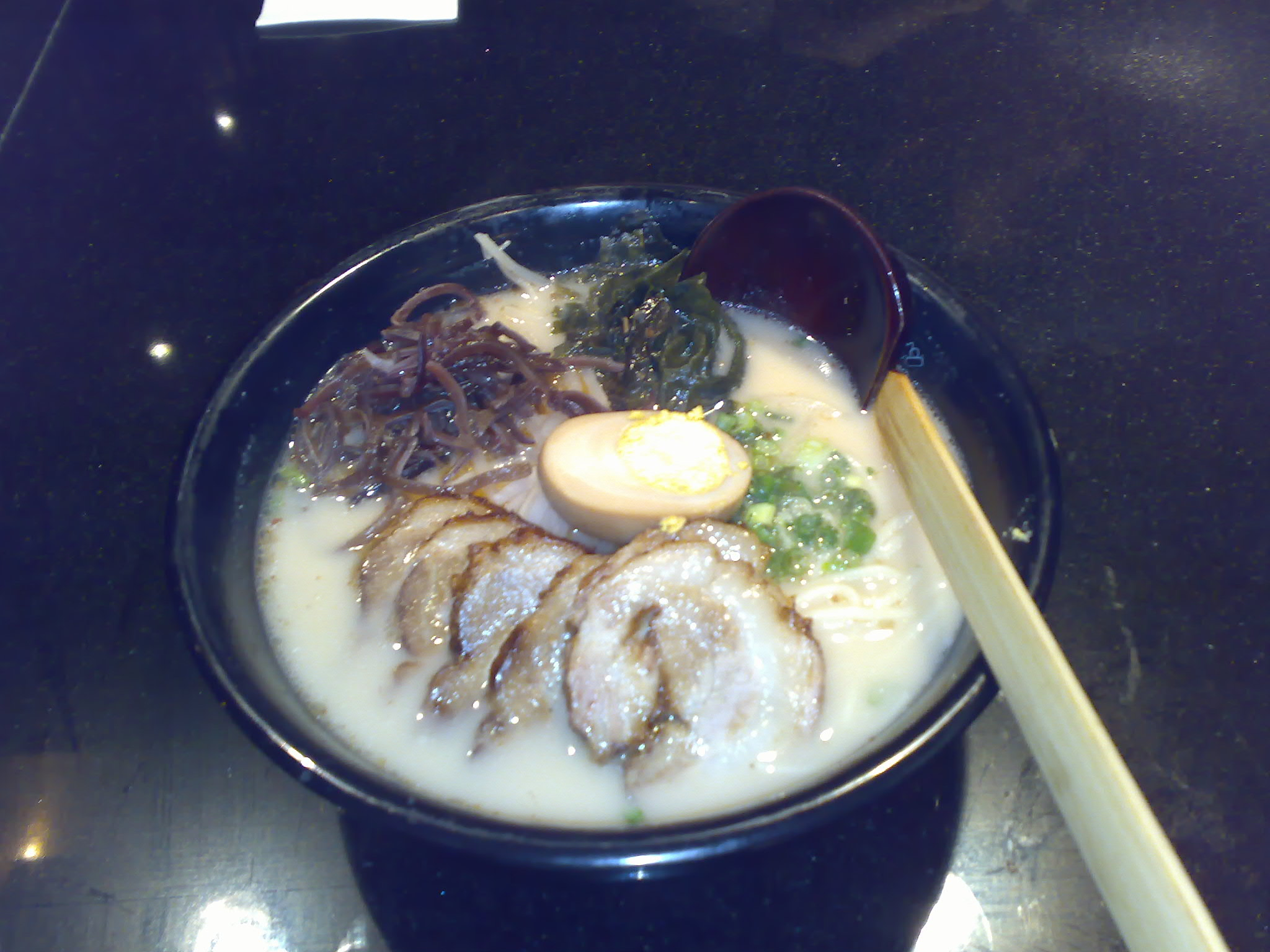
味千拉麵的一碗叉燒拉麵

## 外部鏈接
维基共享资源上的相關多媒體資源：日式叉燒